# Минимизация ДКА
Минимизация ДКА — построение по детерминированному конечному автомату (ДКА) эквивалентного ДКА, имеющего наименьшее возможное число состояний.

## Минимальный ДКА
Для любого регулярного языка существует минимальный ДКА, который его принимает, то есть, ДКА с наименьшим возможным числом состояний. Такой автомат единственен с точностью до изоморфизма.

## Алгоритмы

### Алгоритм Хопкрофта
1.     Разделить все состояния ДКА на две группы: группу конечных состояний и группу неконечных состояний.
2.     Для каждого символа алфавита, проверить, в какую из групп перейдет автомат из каждого состояния, используя данный символ. Если из состояний A и B можно перейти в состояния C и D соответственно, то состояния A и B будут считаться эквивалентными по данному символу, если состояния C и D принадлежат одной и той же группе.
3.     На основе этой информации разделить каждую группу на подгруппы, где состояния, эквивалентные по всем символам алфавита, находятся в одной подгруппе.
4.     Повторять шаги 2 и 3 до тех пор, пока группы перестанут разделяться.
5.     Построить новый автомат, используя полученные подгруппы в качестве новых состояний. Переходы между состояниями будут соответствовать переходам между подгруппами.

6.     Удалить недостижимые состояния.

### Алгоритм Бжозовского
Пусть {\displaystyle {\mathcal {A}}} — ДКА. Обозначим через {\displaystyle r({\mathcal {A}})} инвертированный автомат {\displaystyle {\mathcal {A}}}. Через {\displaystyle d({\mathcal {A}})} обозначим детерминизированный автомат, полученный из {\displaystyle {\mathcal {A}}} процедурой построения подмножеств. Имеет место следующий результат:

Пусть автомат {\displaystyle {\mathcal {A}}} распознаёт язык {\displaystyle L}. Тогда минимальный ДКА для языка {\displaystyle L} может быть найден как {\displaystyle {\mathcal {A}}_{L}=drdr({\mathcal {A}}).}